# Aislaby (Ryedale)
Aislaby – osada w Anglii, w hrabstwie North Yorkshire, w dystrykcie (unitary authority) North Yorkshire. Leży 39 km na północny wschód od miasta York i 311 km na północ od Londynu.